# Horacio Embón
Horacio Daniel Embón (Buenos Aires, Argentina, 6 de julio de 1952) es un periodista y conductor de televisión argentino. 

## Trayectoria
En sus 45 años de trayectoria se ha convertido en uno de los referentes del periodismo argentino, sobre todo en radio y en televisión, aunque se ha desempeñado por diversos diarios y agencias de noticias.
Para diferentes medios audiovisuales fue corresponsal en las guerras de los Balcanes, Medio Oriente y Nagorno Karabaj. También cubrió la caída del Muro de Berlín, la Perestroika, y el proceso judicial de Mani Pulite en Italia. 
En la década del 90' realizó documentales para la TV argentina sobre las rutas del narcotráfico internacional, material que se grabó en coproducción con Italia, Francia, Colombia y Estados Unidos.
Fue becado por los gobiernos de: Estados Unidos, Canadá, Alemania, Corea del Sur y Japón, donde estudió dictó seminarios, realizó informes y crónicas de alto impacto.
Por su actitud crítica y denuncia de corrupción en la década del 90' en Argentina, fue censurado, llevado a la justicia por el delito de calumnias e injurias por el entonces interventor del PAMI Víctor Alderete que luego de un juicio oral y público marcó un antes y un después en la libertad de prensa en la Argentina, fue absuelto de culpa y cargo y el exfuncionario fue a la cárcel. 
Fue jefe de prensa de la mutual judía AMIA, sobrevivió al atentado de 1994 y nunca dejó de investigar y buscar la verdad de lo que allí ocurrió.
Actualmente conduce de lunes a viernes, la mañana de Radio Nacional (AM 870) y Radio Brisas (FM 98.5 MDQ) en Radio y en televisión conduce el informativo TVP Noticias junto a Felicitas Bonavitta y Diana Zurco por la TV Pública.

## Televisión
- Secretario de redacción del noticiero de Canal 11 (1984-1988)
- Conductor de primer canal de noticias CVN.
- América Te Ve Noticias (1991) América Te Ve
- Resumen de Noticias (1993) América Te Ve
- Noche a noche (1995) CVN
- América Noticias (1995-1996) América TV/CVN
- Videomatch (1997-2001) Telefe como participación en Cámaras ocultas
- 24 horas (1997-1998) Canal 9.
- Tierra de periodistas (2000) Canal 7
- Manos argentinas (2004) Canal 7.
- Lo dice Embón (2016 -2020) Crónica TV
- Animadores (2017) TV Pública
- Televisión Registrada (2017) C5N.
- Homo Sepia (2021) TV Pública.
- TVP noticias (2022) TV Pública.
- Duro de domar (2024-presente) C5N como panelista
- Indomables (2025-presente) C5N como panelista